# Shaone Morrisonn
Shaone Morrisonn (* 23. prosince 1982 v Britské Kolumbie, Vancouver) je bývalý kanadský a chorvatský hokejový obránce.

## Hráčská kariéra
Vysoký obránce začal svou juniorskou kariéru v západní juniorské lize WHL, za Kamloops Blazers hrával v letech 1999–2002. Během tohoto období byl draftován, přesněji v roce 2001 v 1. kole, celkově 19. týmem Boston Bruins. Od sezóny 2002/03 začal hrát naplno profesionálně, začátky hrával převážně na farmě Bruins v Providence Bruins hrající ligu AHL. Do hlavního týmu Bostonu však nastoupil, připsal si jedenáct startů. Následující sezónu se častěji hrával za Boston, ale na jejich farmě odehrál ještě osmnáct zápasů. 3. března 2004 byl vyměněn do týmu Washington Capitals za Sergeje Gončara. Začátky v Capitals se moc neukázal, nevešel se do soupisky hlavního týmu a zasáhl jen do tří utkání. Do ligy AHL se opět vrátil, ale již hrával za klub Portland Pirates a během výluky 2004/05 hrál jenom v Portland Pirates. Od sezóny 2005/06 hrával pravidelně za Capitals a stal se tak kmenovým hráčem klubu. V roce 2008 po dlouhém vyjednávání s Capitals zažádal o arbitráž, protože chtěl zůstat s týmem, ale nemohl přijít k dohodě o finančních podmínkách. 26. července 2008, rozhodce udělil jeden rok smlouvu v hodnotě 1 975 000 dolarů. Do roku 2010 co hrával za Capitals, odehrál přesně 404 zápasů. 2. srpna 2010 podepsal dvouletou smlouvu s týmem Buffalo Sabres jako volný hráč. V prvním roce působení hrál za Sabres, ve druhé sezóně hrál jenom na farmě v Rochester Americans. Po vypršení smlouvy s klubem Sabres, poprvé ve své kariéře opustil Severní Ameriku a dohodl se na smlouvě s ruským klubem HK Spartak Moskva, hrající v Kontinentální hokejové lize. Ve Spartaku však nevydržel do konce sezóny, 31. ledna 2013 byl vyměněn do klubu CSKA Moskva za peněžní náhradu.
Během působení v KHL Medveščak získal chorvatské občanství a hrál za chorvatskou hokejovou reprezentaci na mistrovství světa v ledním hokeji 2019 (Divize II).

## Ocenění a úspěchy
- 2001 CHL – Top Prospects Game
- 2019 MS-D2A – Nejlepší obránce
- 2019 MS-D2A – Nejlepší nahrávač na pozici obránce
- 2019 MS-D2A – Nejproduktivnější obránce

## Zajímavosti
Během playoff v sezoně 2007/08 odehrál každý zápas se zlomenou čelistí a měl potíže s ramenem.

## Prvenství

### NHL
- Debut – 19. listopadu 2002 (Toronto Maple Leafs proti Boston Bruins)
- První gól – 1. ledna 2004 (Boston Bruins proti Toronto Maple Leafs, kanadskému brankáři Ed Belfour)
- První asistence – 29. prosince 2003 (Washington Capitals proti Boston Bruins)

### KHL
- Debut – 5. září 2012 (CSKA Moskva proti HC Spartak Moskva)
- První asistence – 21. září 2012 (Lokomotiv Jaroslavl proti HC Spartak Moskva)
- První gól – 5. října 2012 (HC Spartak Moskva proti Severstal Čerepovec, ruskému brankáři Sergej Borisov)

## Klubové statistiky
| Sezóna       | Klub                | Soutěž       |     | Základní část | Základní část | Základní část | Základní část | Základní část |   | Play off | Play off | Play off | Play off | Play off |
| Sezóna       | Klub                | Soutěž       | Z   | G             | A             | B             | TM            | Z             | G | A        | B        | TM       |          |          |
| 1997/1998    | Vancouver T-Birds   | Minor-BC     | 45  | 16            | 44            | 60            | 75            | —             | — | —        | —        | —        |          |          |
| 1998/1999    | South Surrey Eagles | BCHL         | 19  | 0             | 2             | 2             | 13            | —             | — | —        | —        | —        |          |          |
| 1999/2000    | Kamloops Blazers    | WHL          | 57  | 1             | 6             | 7             | 80            | 4             | 0 | 0        | 0        | 6        |          |          |
| 2000/2001    | Kamloops Blazers    | WHL          | 61  | 13            | 25            | 38            | 132           | 4             | 0 | 0        | 0        | 6        |          |          |
| 2001/2002    | Kamloops Blazers    | WHL          | 61  | 11            | 26            | 37            | 106           | 4             | 0 | 2        | 2        | 2        |          |          |
| 2002/2003    | Providence Bruins   | AHL          | 60  | 5             | 16            | 21            | 103           | 4             | 0 | 0        | 0        | 6        |          |          |
| 2002/2003    | Boston Bruins       | NHL          | 11  | 0             | 0             | 0             | 8             | —             | — | —        | —        | —        |          |          |
| 2003/2004    | Providence Bruins   | AHL          | 18  | 0             | 2             | 2             | 16            | —             | — | —        | —        | —        |          |          |
| 2003/2004    | Boston Bruins       | NHL          | 30  | 1             | 7             | 8             | 10            | —             | — | —        | —        | —        |          |          |
| 2003/2004    | Washington Capitals | NHL          | 3   | 0             | 0             | 0             | 0             | —             | — | —        | —        | —        |          |          |
| 2003/2004    | Portland Pirates    | AHL          | 13  | 1             | 4             | 5             | 10            | 7             | 0 | 1        | 1        | 4        |          |          |
| 2004/2005    | Portland Pirates    | AHL          | 71  | 4             | 14            | 18            | 63            | —             | — | —        | —        | —        |          |          |
| 2005/2006    | Washington Capitals | NHL          | 80  | 1             | 13            | 14            | 91            | —             | — | —        | —        | —        |          |          |
| 2006/2007    | Washington Capitals | NHL          | 78  | 3             | 10            | 13            | 106           | —             | — | —        | —        | —        |          |          |
| 2007/2008    | Washington Capitals | NHL          | 76  | 1             | 9             | 10            | 63            | 7             | 0 | 1        | 1        | 6        |          |          |
| 2008/2009    | Washington Capitals | NHL          | 72  | 3             | 10            | 13            | 77            | 14            | 0 | 1        | 1        | 8        |          |          |
| 2009/2010    | Washington Capitals | NHL          | 68  | 1             | 11            | 12            | 68            | 5             | 0 | 0        | 0        | 2        |          |          |
| 2010/2011    | Buffalo Sabres      | NHL          | 62  | 1             | 4             | 5             | 32            | 1             | 0 | 0        | 0        | 2        |          |          |
| 2011/2012    | Rochester Americans | AHL          | 65  | 4             | 11            | 15            | 44            | 1             | 0 | 0        | 0        | 0        |          |          |
| 2012/2013    | HK Spartak Moskva   | KHL          | 46  | 1             | 3             | 4             | 26            | —             | — | —        | —        | —        |          |          |
| 2012/2013    | CSKA Moskva         | KHL          | 2   | 1             | 1             | 2             | 0             | 7             | 0 | 2        | 2        | 0        |          |          |
| 2013/2014    | Turun Palloseura    | SM-l         | 54  | 4             | 12            | 16            | 83            | —             | — | —        | —        | —        |          |          |
| 2014/2015    | KHL Medveščak       | KHL          | 48  | 0             | 7             | 7             | 78            | —             | — | —        | —        | —        |          |          |
| 2015/2016    | KHL Medveščak       | KHL          | 51  | 1             | 6             | 7             | 107           | —             | — | —        | —        | —        |          |          |
| 2016/2017    | KHL Medveščak       | KHL          | 33  | 2             | 4             | 6             | 82            | —             | — | —        | —        | —        |          |          |
| 2016/2017    | Admiral Vladivostok | KHL          | 11  | 0             | 2             | 2             | 6             | 6             | 0 | 2        | 2        | 4        |          |          |
| 2017/2018    | Admiral Vladivostok | KHL          | 29  | 1             | 6             | 7             | 41            | —             | — | —        | —        | —        |          |          |
| 2018/2019    | Ódži Eagles         | AsHL         | 32  | 2             | 7             | 9             | 40            | 3             | 0 | 0        | 0        | 0        |          |          |
| 2019/2020    | Cardiff Devils      | EIHL         | 30  | 0             | 9             | 9             | 32            | —             | — | —        | —        | —        |          |          |
| 2020/2021    | Dubai Mighty Camels | EIHL         | 1   | 0             | 0             | 0             | 0             | —             | — | —        | —        | —        |          |          |
| Celkem v NHL | Celkem v NHL        | Celkem v NHL | 480 | 11            | 64            | 75            | 455           | 27            | 0 | 2        | 2        | 18       |          |          |

## Reprezentace
| Rok                       | Tým                       | Soutěž                    | Z | G | A | B | TM |
| ------------------------- | ------------------------- | ------------------------- | - | - | - | - | -- |
| 2019                      | Chorvatsko                | MS-D2A                    | 5 | 2 | 4 | 6 | 26 |
| Seniorská kariéra celkově | Seniorská kariéra celkově | Seniorská kariéra celkově | 5 | 2 | 4 | 6 | 26 |